# Kissidougou
Kissidougou   este un oraș  în  partea de sud a Guineei,  în regiunea  Faranah. Este reședința prefecturii omonime.